# Casa al carrer Serra Bullones, 13 (Sant Pere Pescador)
La Casa al carrer Serra Bullones, 13 és una obra de Sant Pere Pescador (Alt Empordà) inclosa a l'Inventari del Patrimoni Arquitectònic de Catalunya.

## Descripció
Situada dins del nucli urbà de la població de Sant Pere Pescador, a poca distància al sud de l'antic recinte medieval de la vila. Forma cantonada amb el carrer de Sant Antoni.
Edifici cantoner format per diversos cossos adossats, amb pati posterior. Les dues construccions principals tenen la planta rectangular i estan disposades formant cantonada. Presenten les cobertes disposades a un sol vessant i estan distribuïdes en dues i tres plantes. Totes les obertures són rectangulars, destacant les que es troben emmarcades amb carreus de pedra i amb les llindes planes: a la planta baixa, el portal d'accés, i al pis tres finestres amb l'ampit motllurat, amb dues llindes gravades amb l'any 1591 i el nom de “PERE BORRASSA”. Al costat del portal hi ha un contrafort adossat a la façana. Una motllura de maó recorre la divisòria entre els diferents nivells de l'edifici. El parament original està revestit amb un placat de pedra desbastada, exceptuant el cos superior, arrebossat i pintat, amb algunes pedres integrades al parament.

## Història
En el nucli antic de Sant Pere Pescador hi ha algunes cases dels segles XVI, XVII i XVIII amb interessants elements arquitectònics. Amb l'acabament de les guerres remences la vila de Sant Pere Pescador s'expandí més enllà del nucli fortificat al centre, on hi havia l'església i la casa Caramany, sobretot vers migdia on es formà un extens barri entre la muralla i el riu. L'habitatge del carrer Serra Bullones 13 és possiblement del segle xvi amb reformes posteriors, com ho testimonia la data de 1591 que s' aprecia inscrita a dues llindes.